# Mike Richter Award
Der Mike Richter Award ist eine Eishockeytrophäe der National Collegiate Athletic Association (NCAA). Sie wird seit 2014 jährlich an den besten männlichen College-Eishockeytorwart in den Vereinigten Staaten verliehen.

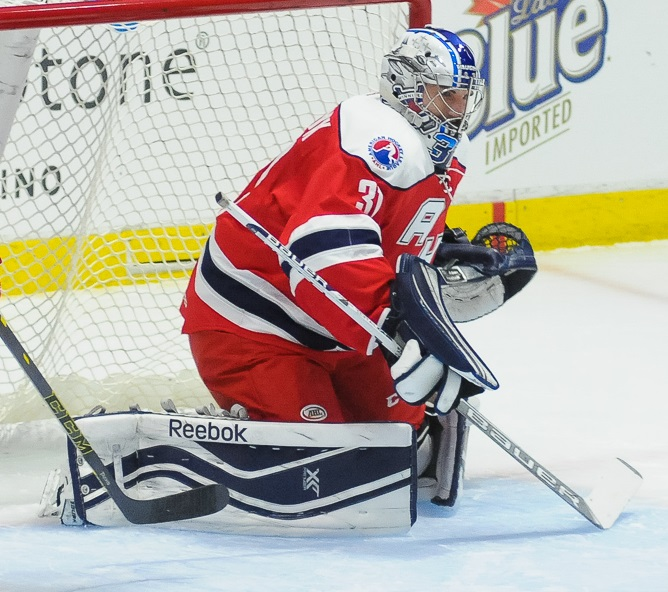
Connor Hellebuyck erhielt die Auszeichnung als erster Torwart überhaupt

Zur Vergabe werden zahlreiche Kriterien herangezogen, darunter die Charakterstärke auf und abseits des Eises, herausragende Fähigkeiten in allen Spielbereichen, Teamfähigkeit, aber auch die schulischen Leistungen des Spielers. Zudem muss jeder Spieler ein Vollzeitstudium absolvieren und mindestens die Hälfte der Saisonspiele seiner Mannschaft bestreiten.
Die Auszeichnung wurde nach dem ehemaligen US-amerikanischen Eishockeytorwart Mike Richter benannt, der als einer der erfolgreichsten US-amerikanischen Eishockeytorhüter aller Zeiten gilt. Sie wurde im Jahr 2014 erstmals vergeben, erster Preisträger war Connor Hellebuyck von der University of Massachusetts Lowell.

## Gewinner des Mike Richter Awards
Seit der Einführung der Trophäe im Jahr 2014 wurden insgesamt zehn Spieler ausgezeichnet. Devon Levi gelang es als einzigem Preisträger die Auszeichnung mehrfach zu gewinnen. Die Preisträger kamen dabei bislang von neun verschiedenen Hochschulen.
Abkürzungen: Nat = Nationalität, Pos = Position
|      |                   |                    |                                    |             |           | NHL Entry Draft | NHL Entry Draft | NHL Entry Draft | NHL Entry Draft |
| Jahr | Name              | Nat                | Schule                             | Conference  | Status    | Team            | Jahr            | Runde           | Pos             |
| ---- | ----------------- | ------------------ | ---------------------------------- | ----------- | --------- | --------------- | --------------- | --------------- | --------------- |
| 2024 | Kyle McClellan    | Vereinigte Staaten | University of Wisconsin–Madison    | Big Ten     | Senior    |                 |                 |                 |                 |
| 2023 | Devon Levi        | Kanada             | Northeastern University            | Hockey East | Sophomore | FLA             | 2020            | 7               | 212             |
| 2022 | Devon Levi        | Kanada             | Northeastern University            | Hockey East | Junior    | FLA             | 2020            | 7               | 212             |
| 2021 | Jack LaFontaine   | Kanada             | University of Minnesota            | Big Ten     | Sophomore | CAR             | 2016            | 3               | 75              |
| 2020 | Jeremy Swayman    | Vereinigte Staaten | University of Maine                | Hockey East | Junior    | BOS             | 2017            | 4               | 111             |
| 2019 | Cayden Primeau    | Vereinigte Staaten | Northeastern University            | Hockey East | Sophomore | MTL             | 2017            | 7               | 199             |
| 2018 | Cale Morris       | Vereinigte Staaten | University of Notre Dame           | Big Ten     | Sophomore |                 |                 |                 |                 |
| 2017 | Tanner Jaillet    | Kanada             | University of Denver               | NCHC        | Junior    |                 |                 |                 |                 |
| 2016 | Thatcher Demko    | Vereinigte Staaten | Boston College                     | Hockey East | Junior    | VAN             | 2014            | 2               | 36              |
| 2015 | Zane McIntyre     | Vereinigte Staaten | University of North Dakota         | NCHC        | Junior    | BOS             | 2010            | 6               | 165             |
| 2014 | Connor Hellebuyck | Vereinigte Staaten | University of Massachusetts Lowell | Hockey East | Sophomore | WPG             | 2012            | 5               | 130             |